# Mimenicodes clavus
Mimenicodes clavus là một loài bọ cánh cứng trong họ Cerambycidae.